# André Luís Garcia
André Luís García, detto André Luís (Porto Alegre, 31 luglio 1979), è un ex calciatore brasiliano, di ruolo difensore.

## Caratteristiche tecniche
Difensore centrale dal fisico poderoso, si è reso spesso protagonista di interventi irruenti e al limite del regolamento.

## Carriera

### Club
Nato a Porto Alegre, ma cresciuto a Bagé, André Luís giocò nel settore giovanile del Santos; nel 2001 fu mandato in prestito al Fluminense, tornando alla società di origine dopo il termine del campionato.
Fu campione del Brasile con il Santos nel 2002, dove lui e Alex, furono soprannominati "Le Torri Gemelle". Vinse nuovamente il campionato nel Santos nel 2004, venendo acquistato al termine del torneo dal Benfica, squadra portoghese.
Nel Benfica André Luís non trovò molto spazio, e venne ceduto con la formula del prestito all'Olympique Marsiglia nel giugno 2005. Il 31 agosto 2006 fu presentato dal Cruzeiro, che ne comprò il 40% per 350.000 euro. Con il club mineiro però deluse anche a causa di una squalifica e alla fine del 2007 venne ceduto al Botafogo per disputare Campionato Carioca e Brasileirão.
André Luís debuttò contro il Volta Redonda allo stadio Engenhão nel corso del Campionato Carioca, e nella partita seguente contro il Duque de Caxias, segnò la prima rete nel Botafogo.
Nel corso della quarta giornata del Campeonato Brasileiro Série A 2008, contro il Náutico, dopo aver ricevuto un'ammonizione per proteste commise un fallo da dietro su Ruy e fu espulso. Uscendo dal campo, il difensore lanciò una bottiglietta di Gatorade ai tifosi del Náutico, colpendone uno o più e mostrò il dito medio alle tribune; mentre si avvicinava alla panchina, cosa che non può essere fatta dopo un'espulsione; un'ufficiale della Polizia di Recife tentò di accompagnarlo negli spogliatoi, ma il difensore reagì e riuscì a sfuggirle, venendo quindi inseguito da vari agenti all'interno del campo; la partita fu sospesa, e iniziò una confusione generale di cui fece le spese Alessandro, terzino del Botafogo, colpito da spray al peperoncino e colto da malore. Accompagnato da Fábio, Renan e dal giocatore del Náutico Paulo Almeida, André Luís venne in seguito portato negli spogliatoi.
Il 5 novembre 2008, durante Botafogo-Estudiantes valida per la Copa Sudamericana 2008, dopo aver ricevuto il secondo cartellino giallo, con un gesto di stizza tolse il cartellino dalla mano dell'arbitro cileno Carlos Chandía che, una volta recuperato il cartellino, lo espulse direttamente.
Dopo aver passato diversi mesi da svincolato, si è accordato con il Grêmio Barueri.

### Nazionale
Con il Brasile è stato convocato per Sydney 2000.

## Palmarès

### Competizioni statali
- Campionato Mineiro: 1

Cruzeiro: 2007
- Taça Rio: 1

Botafogo: 2008
- Campionato Carioca: 1

Fluminense: 2012

### Competizioni nazionali
- Campionato brasiliano: 3

Santos: 2002, 2004
Fluminense: 2010
- Campionato portoghese: 1

Benfica: 2004-2005